# Jardin botanique de Bom Sucesso
Pour les articles homonymes, voir Bom Sucesso.
Le jardin botanique de Bom Sucesso (en portugais Jardim Botânico do Bom Sucesso) est le principal jardin botanique de Sao Tomé-et-Principe. Doté de quelques infrastructures, c'est un haut lieu du tourisme et le point de départ de la plupart des randonnées de montagne sur l'île.

## Localisation

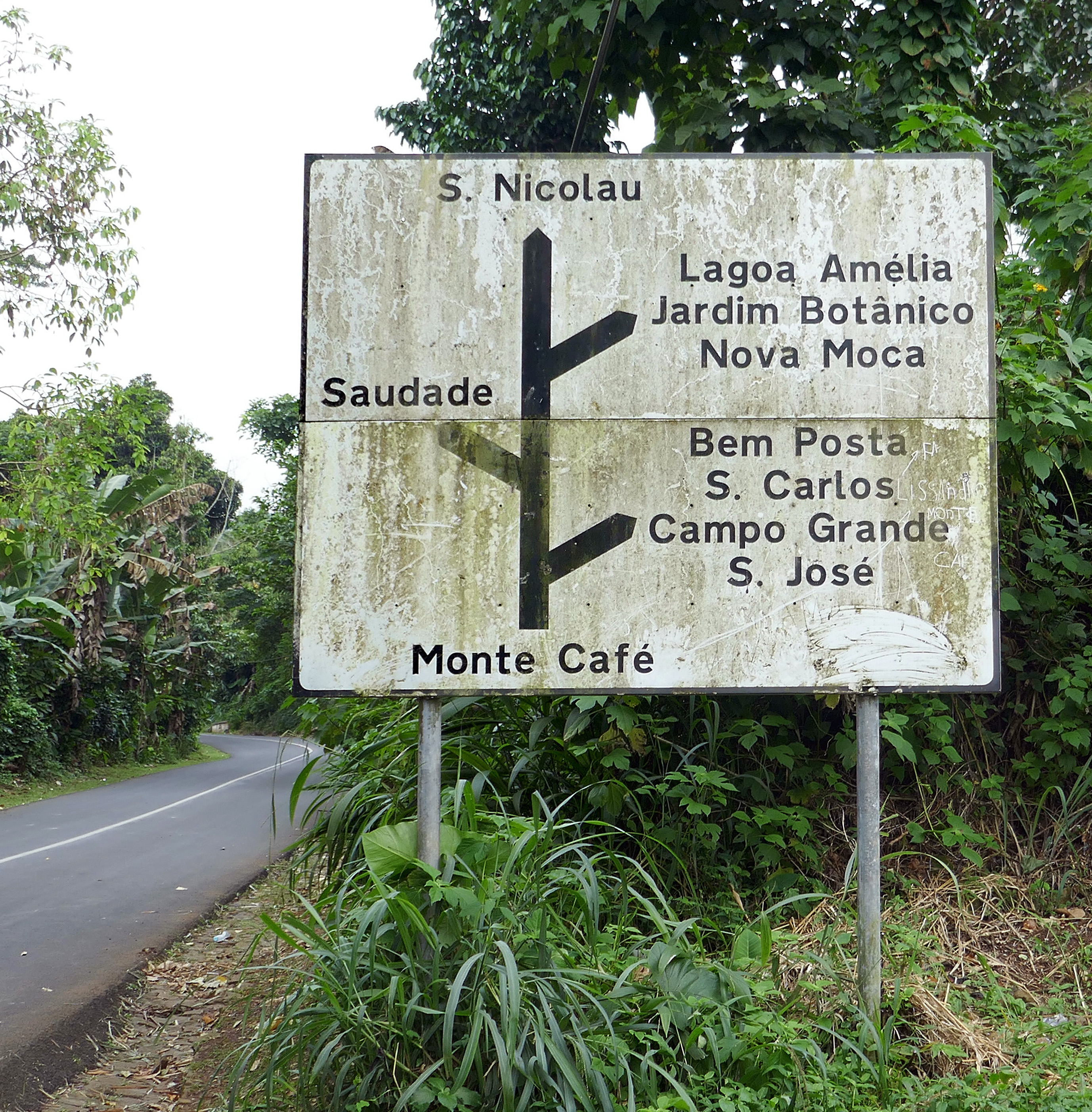
Localisation.

Il est situé à une altitude de 1 153 m au centre-nord de l'île de São Tomé, dans le district de Mé-Zóchi, à proximité de l'entrée du parc naturel Obô, de la cascade de São Nicolau, du lac de cratère Amélia (Lagoa Amélia) et de la roça Monte Café. Le site constitue aussi une étape pour l'ascension du point culminant de l'île, le pico de São Tomé (2 024 m.

## Histoire
De même que l'herbier national, le jardin botanique a été créé dans le cadre d'un projet ECOFAC (Écosystèmes forestiers d'Afrique centrale), un programme financé par l'Union européenne. La collecte et l'identification des espèces végétales de l'archipel a commencé dès 1994, mais devient plus systématique dans les années 2000, notamment avec la création du parc naturel Obô en 2006, puis différents partenariats, avec le Fonds français pour l'environnement mondial (FFEM), l'Association Monte Pico (AMP ou l'université de Coimbra.

## Aménagement

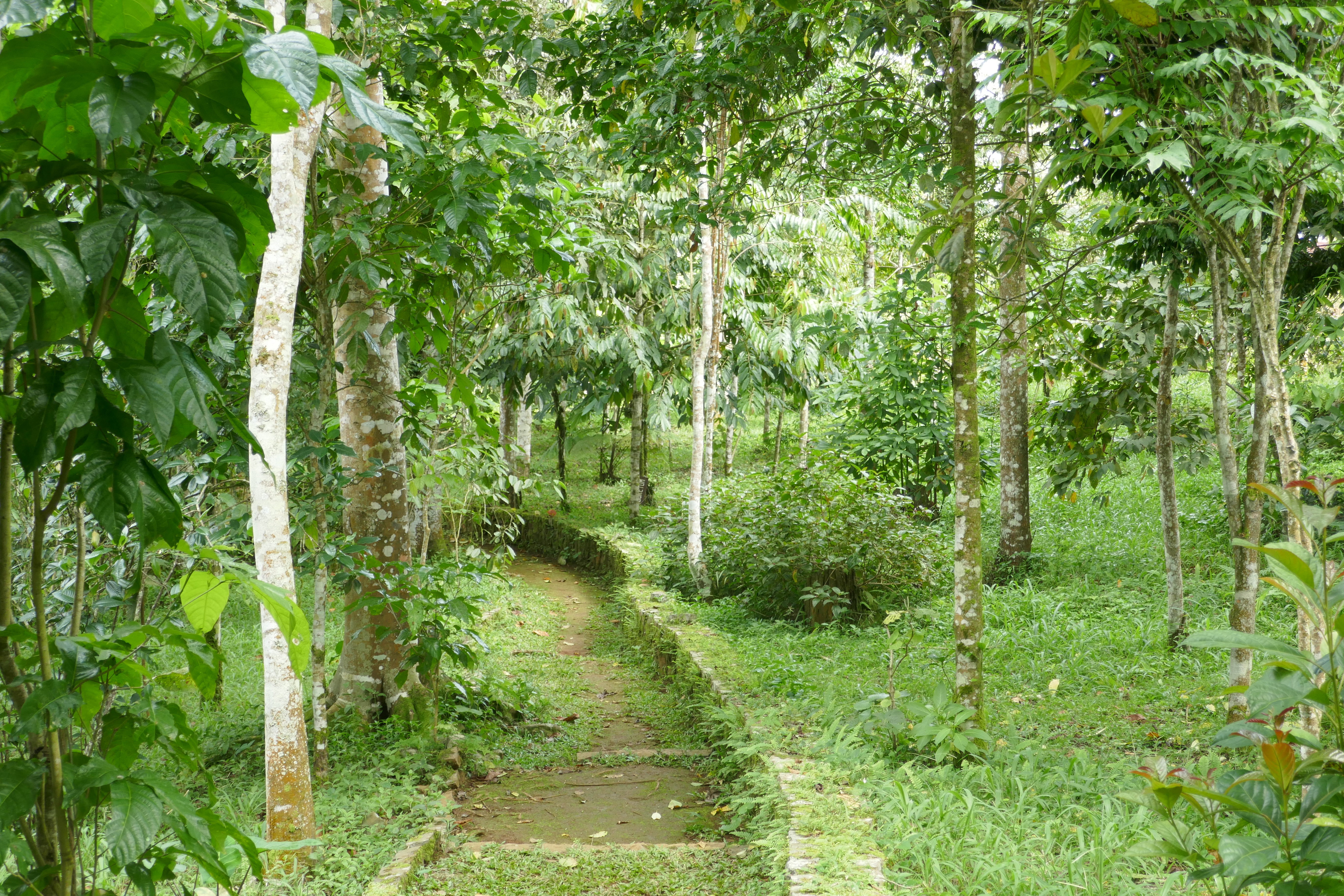
Allée.
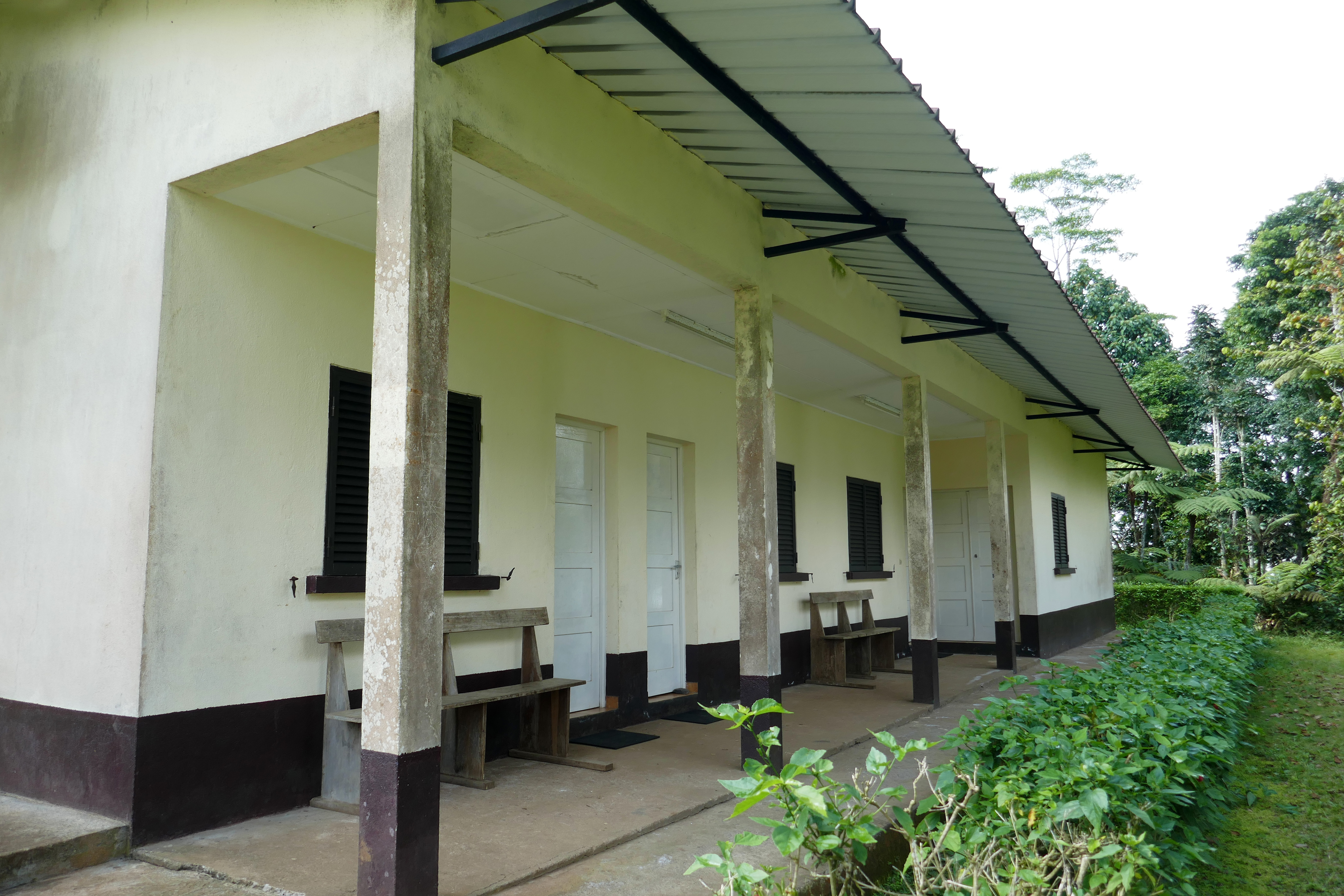
Maison des Guides.
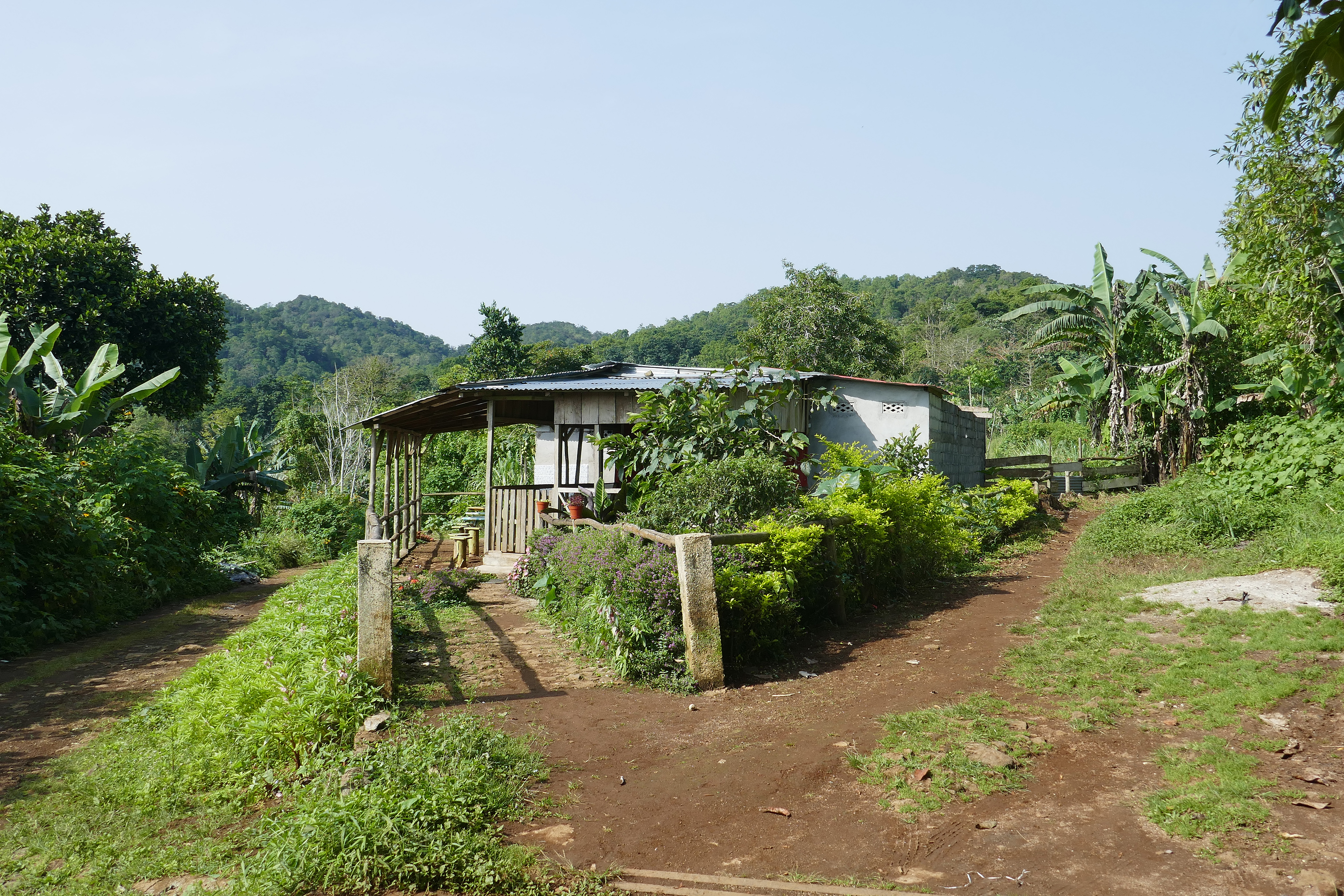
Restaurant.

## Fréquentation
Depuis 2006 un registre des visites a été mis en place à  la réception du jardin. C'est ainsi qu'entre janvier et octobre 2007 (10 mois), on a dénombré 1 018 visiteurs, dont 381 groupes. Les Portugais étaient les plus nombreux (33%), suivis par les Santoméens (25%) et les Français (13 %).

## Flore tropicale
En 2007 la liste des plantes cultivées au jardin botanique comptait 574 espèces, l'herbier en réunissait 2 383.

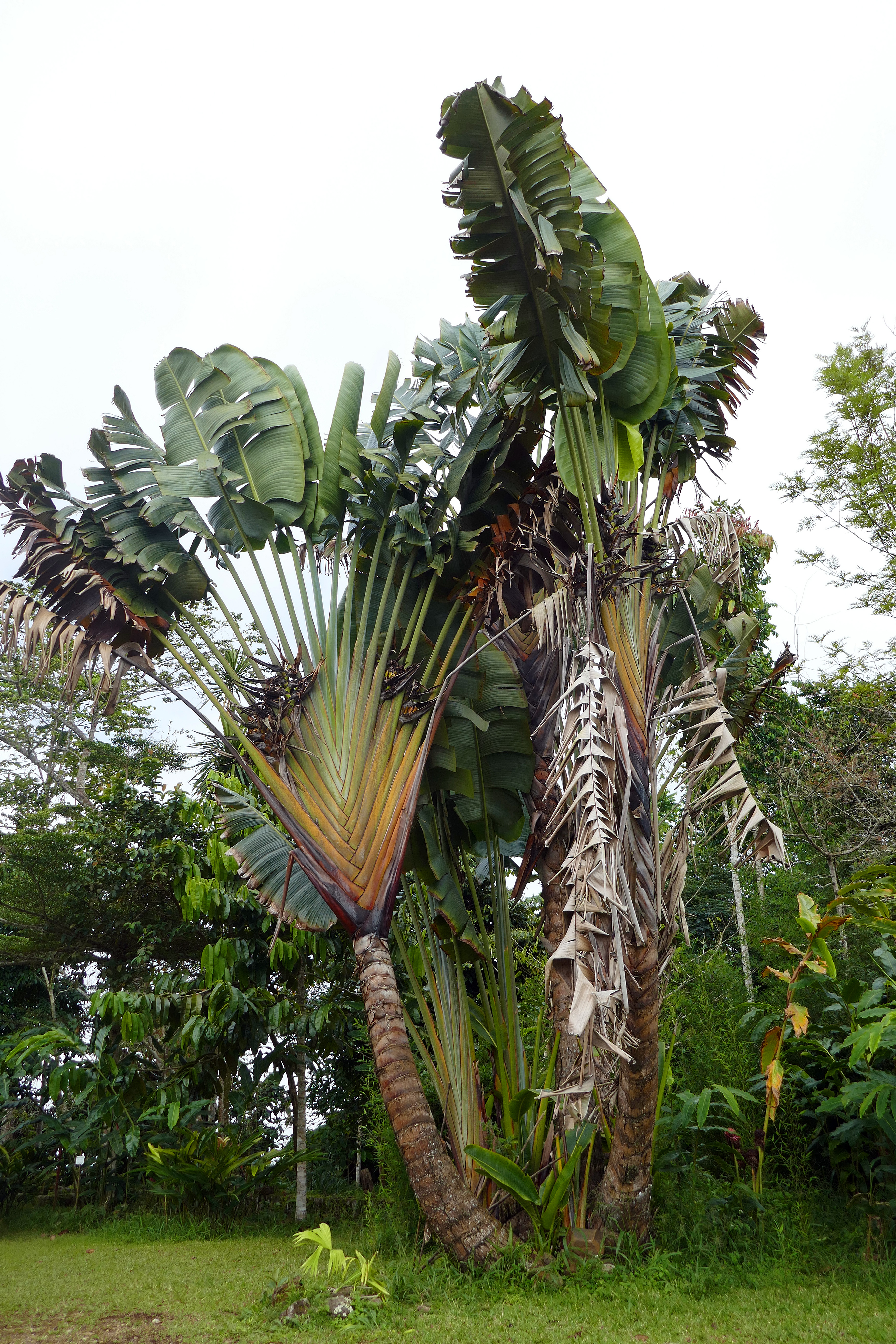
Ravenala madagascariensis.
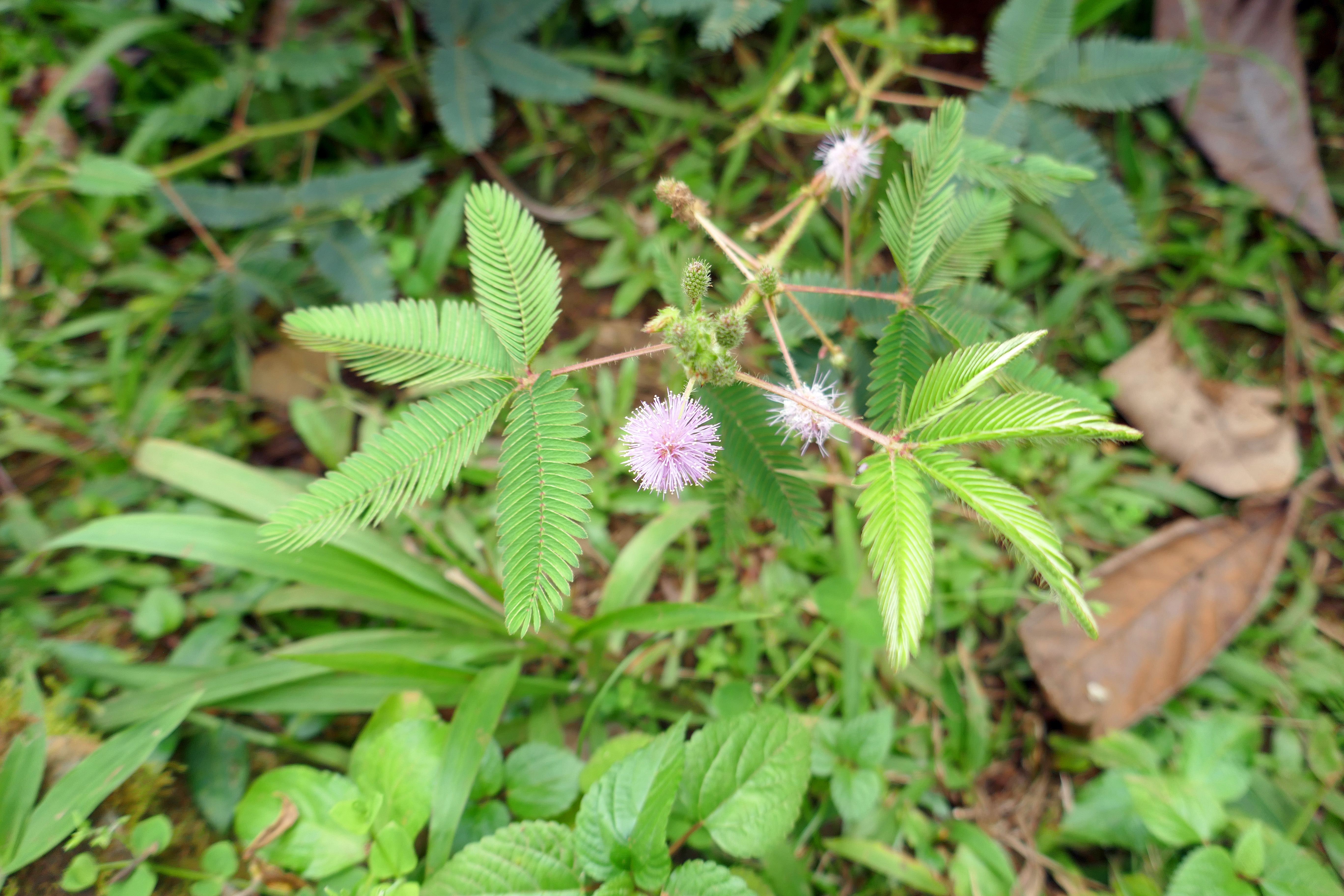
Mimosa pudica.
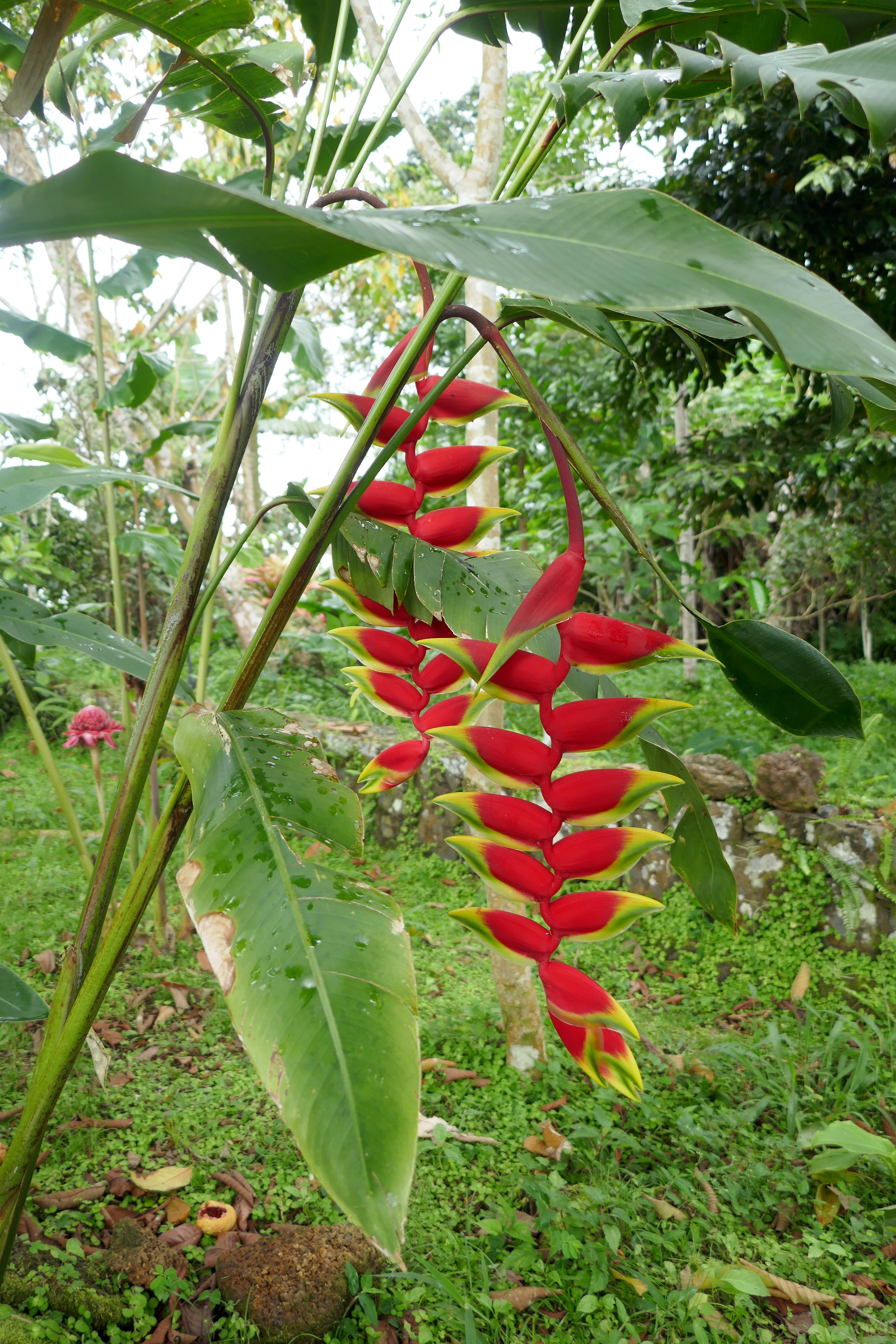
Heliconia rostrata.
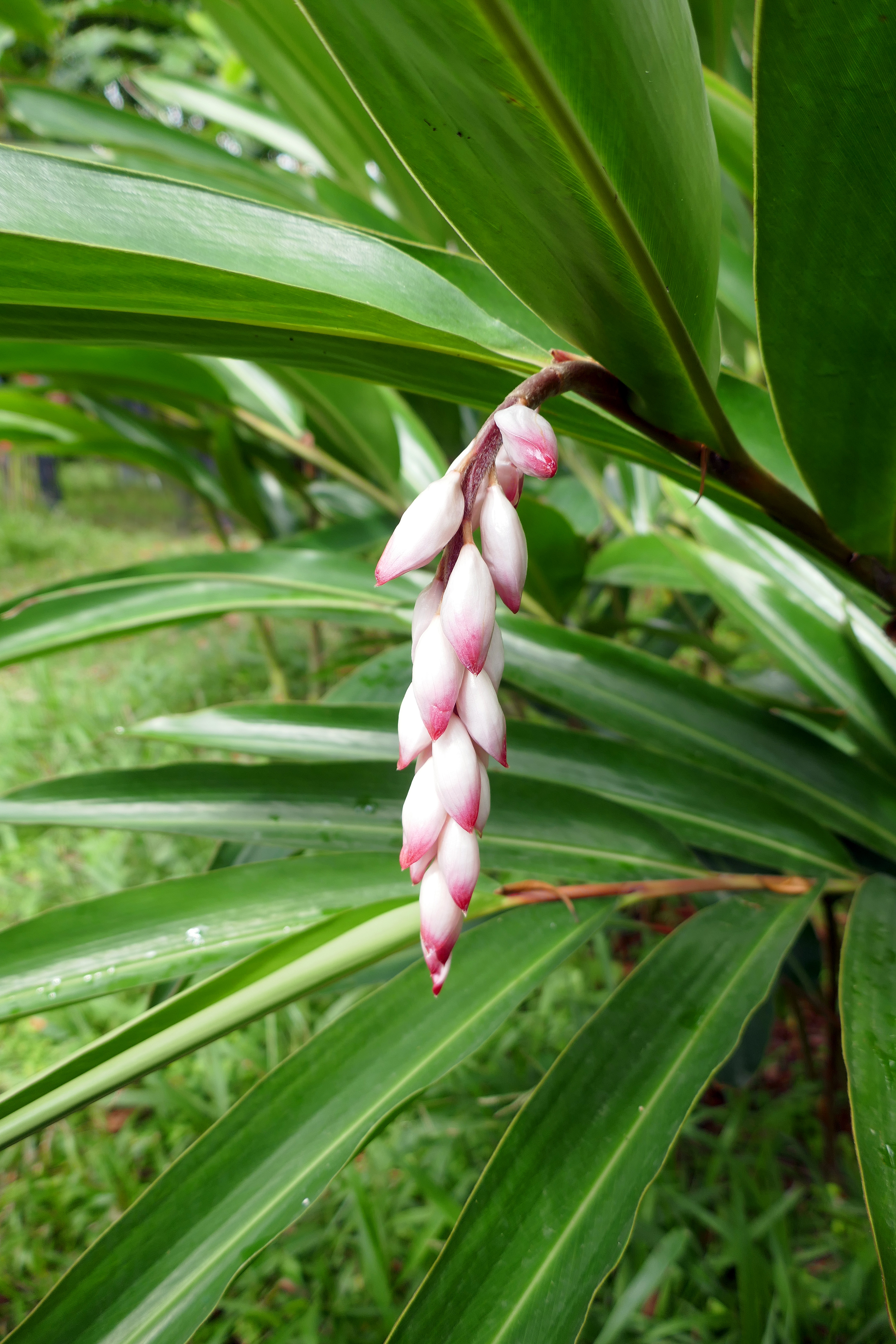
Alpinia zerumbet.

## Flore endémique de São Tomé
De nombreuses espèces endémiques sont cultivées dans le jardin, comme en témoigne cette liste établie en 2007. Elle n'inclut pas les orchidées, traitées à part. Elle est également en constante évolution, certaines espèces ayant disparu et parfois été réintroduites :
- Aidia pallens
- Anisophyllea cabole
- Begonia baccata
- Begonia crateris
- Begonia subalpestris
- Begonia thomeana
- Bertiera pedicellata
- Brachystephanus occidentalis
- Calvoa crassinoda
- Calvoa grandifolia
- Campylospermum vogelii v. molleri
- Chytranthus mannii
- Cissus cf curvipoda
- Craterispermum montanum
- Croton stelluliferus
- Cyathea welwitschii
- Dicranolepis thomensis
- Discoclaoxylon occidentale
- Drypetes glabra
- Ecpoma cauliflorum
- Elatostema thomense
- Erica thomensis
- Erythrococca molleri
- Ficus chlamydocarpa
- Hernandia beninensis
- Heteradelphia paulowilhelmia
- Homalium africanum
- Impatiens buccinalis
- Lasianthus africanus
- Lobelia barnsii
- Mapania ferruginea
- Mussaenda tenuiflora
- Palisota pedicellata
- Pandanus thomensis
- Pavetta monticola
- Peddiea thomensis
- Peperomia thomeana
- Pilea manniana
- Phyllanthus cf physocarpus,
- Podocarpus mannii
- Polyscias quintasii
- Psychotria guerkeana
- Psychotria henriquesiana
- Psychotria hierniana
- Psychotria molleri
- Psychotria venosa
- Renealmia grandifolia
- Rinorea cf chevalieri
- Rinorea insulares
- Rinorea thomensis
- Sabicea aff cauliflora
- Sabicea exellii
- Staudtia pterocarpa
- Stenandriopsis thomense
- Tabernaemontana stenosiphon
- Tarenna nitiduloides
- Thunbergianthus quintasii
- Trichilia grandifolia

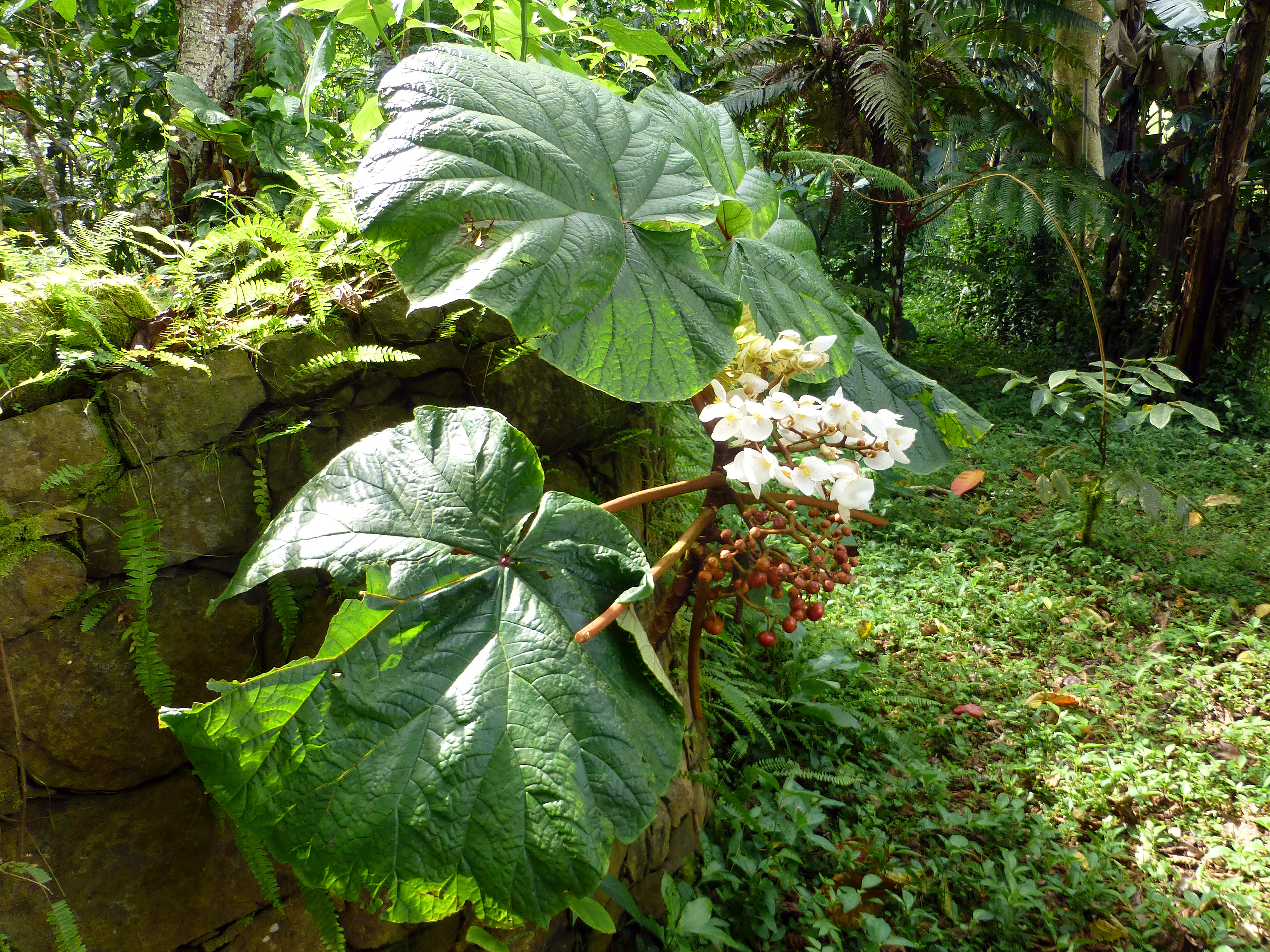
Begonia baccata.
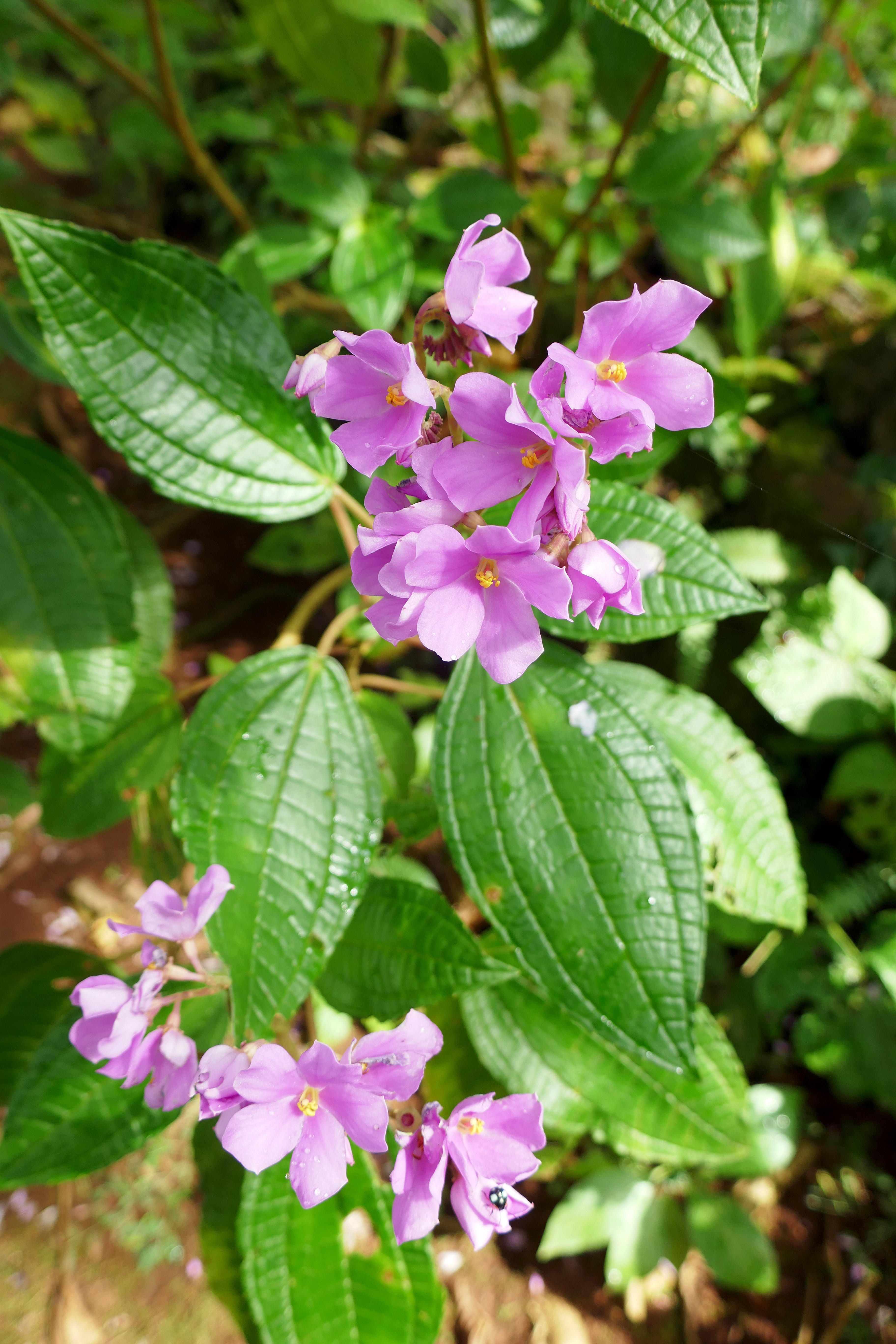
Calvoa confertifolia.
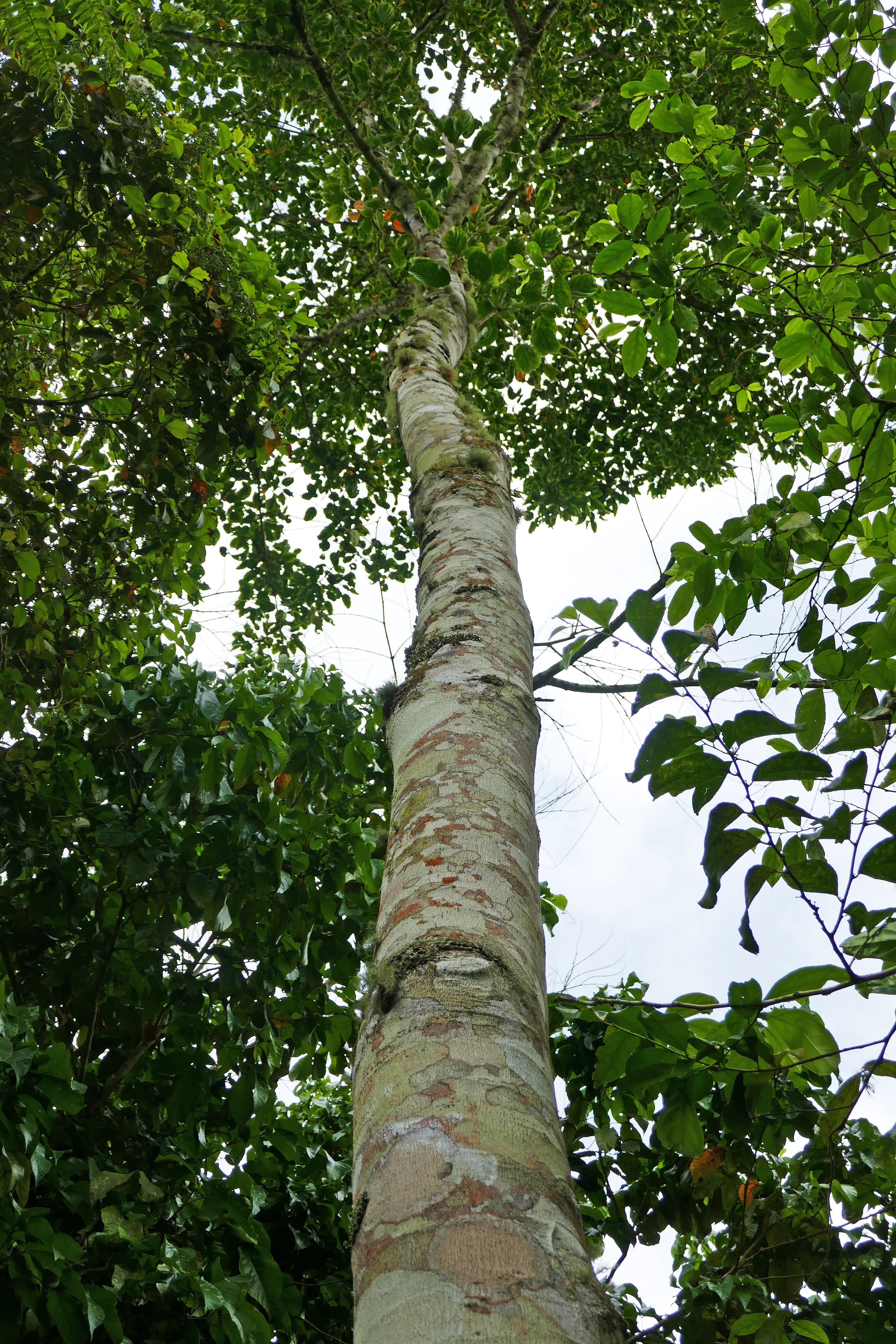
Croton stelluliferus
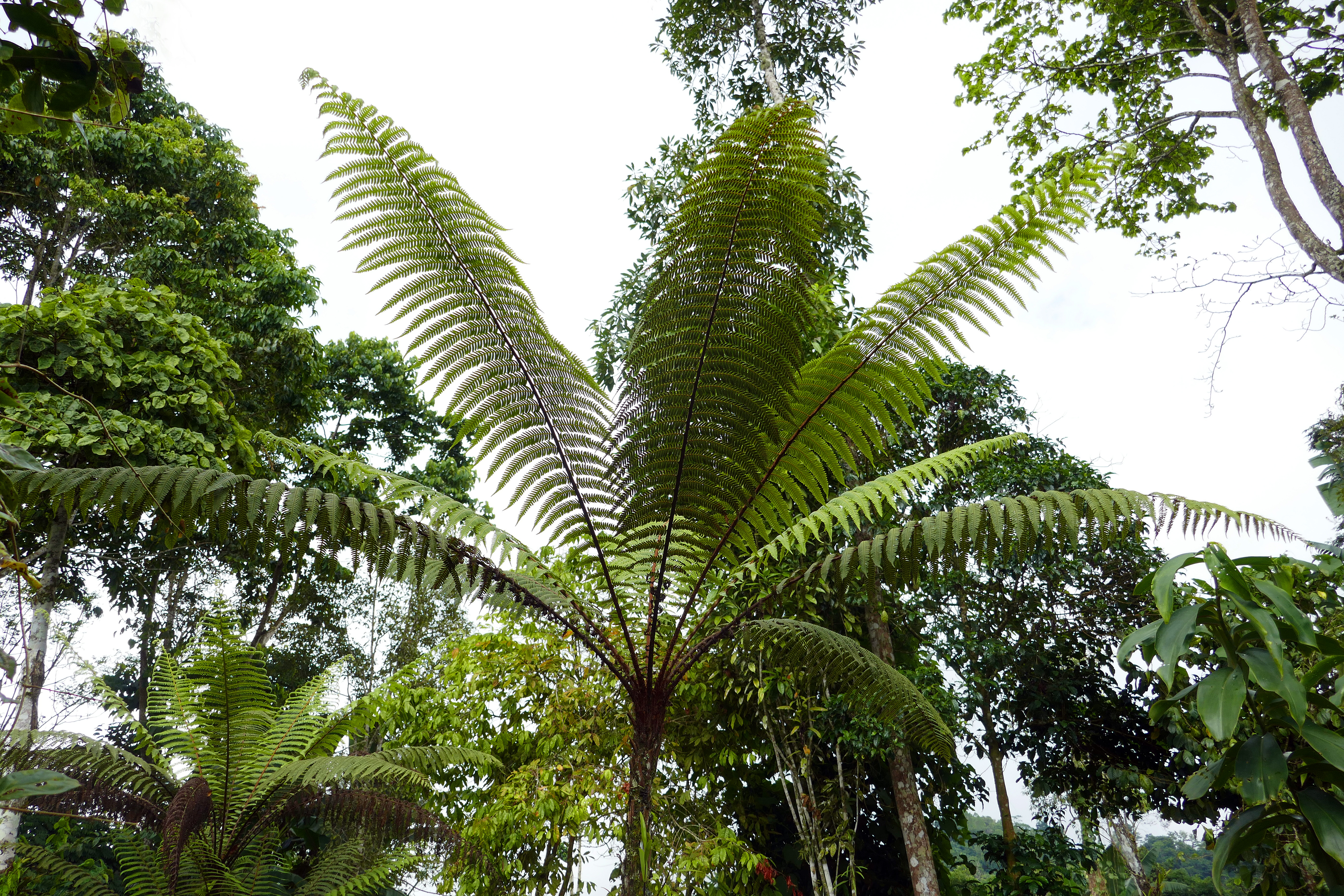
Fougère arborescente (Cyathea welwitschii).
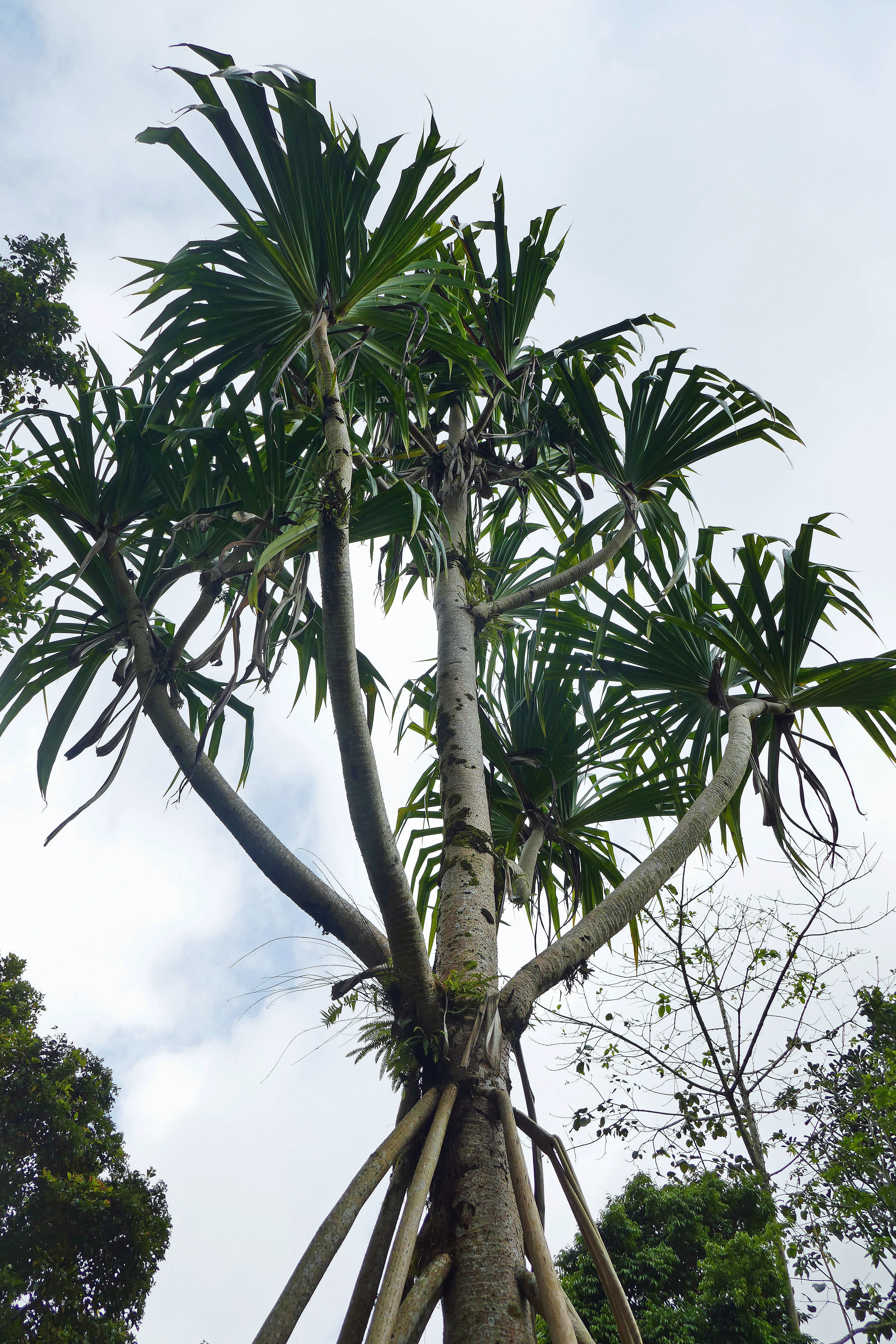
Pandanus thomensis.

## Ombrières à orchidées
Les orchidées sont nombreuses dans l'archipel, où l'on a dénombré 129 taxons, dont 101 présents sur l'île de Sao Tomé. Les trois-quarts d'entre elles sont épiphytes, plus difficiles à observer dans la nature que les variétés terrestres.
La plupart des espèces sont présentes dans l'herbier ou le jardin botanique, qui a aménagé une ombrière pour celles de São Tomé et une autre pour celles de Principe

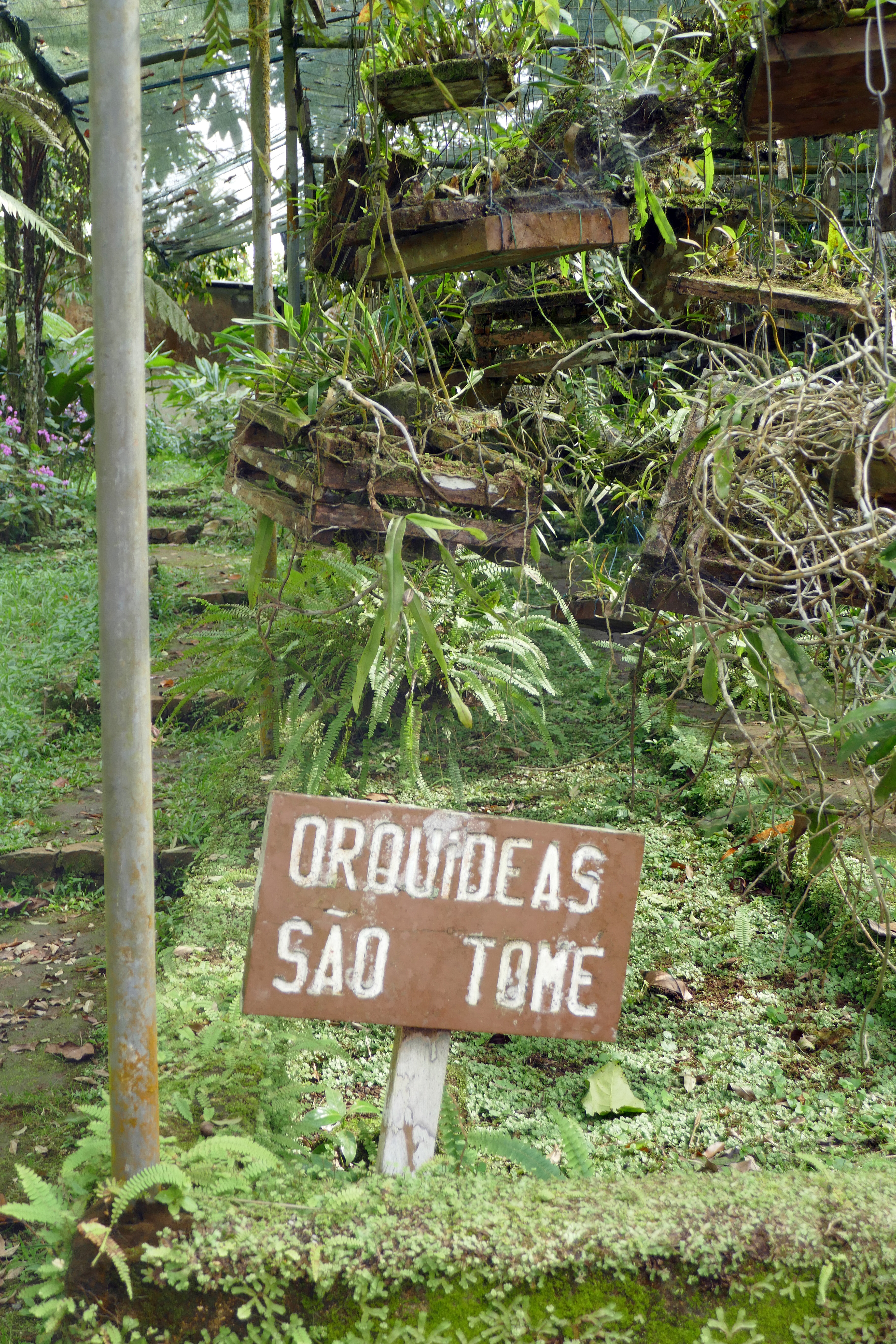
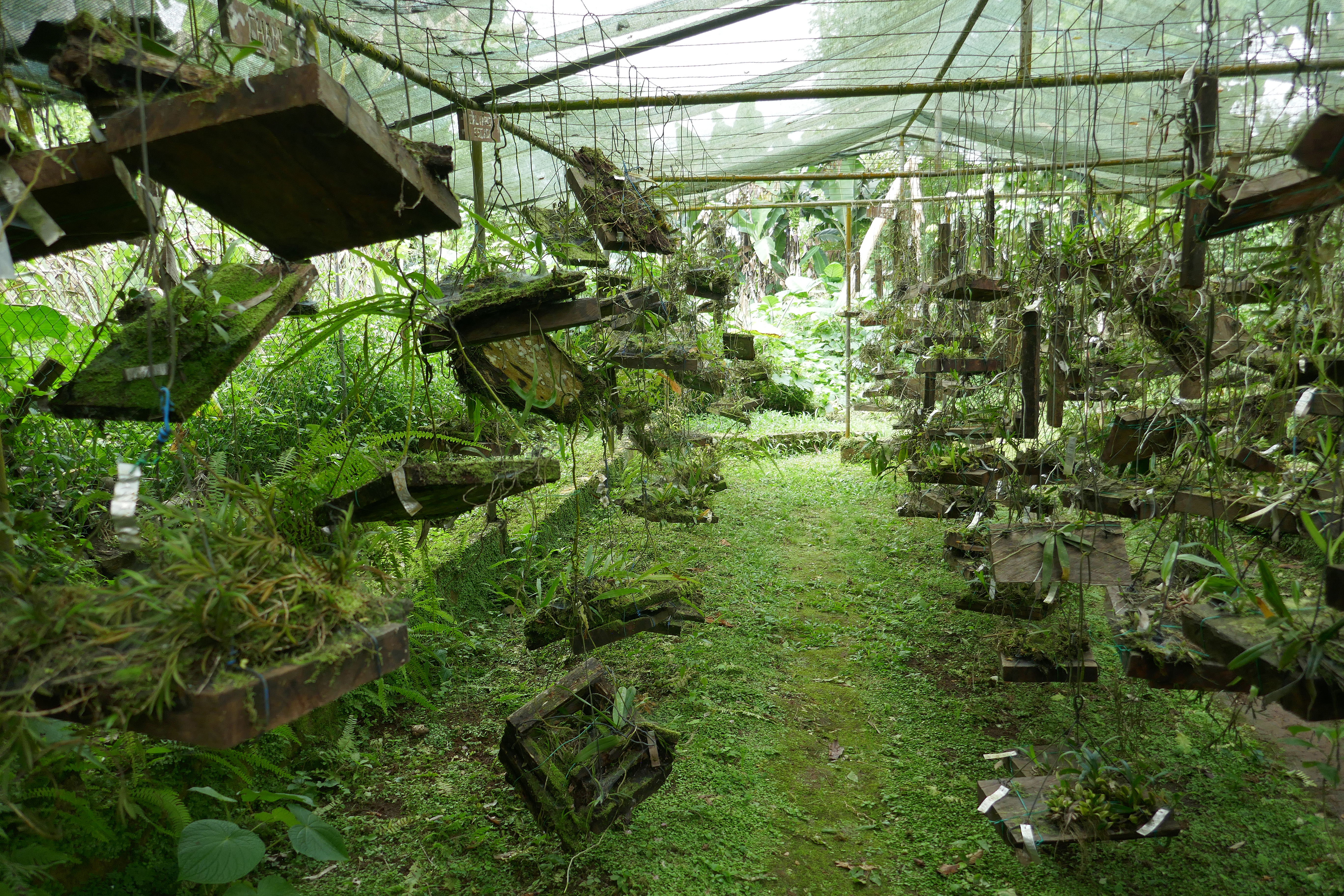
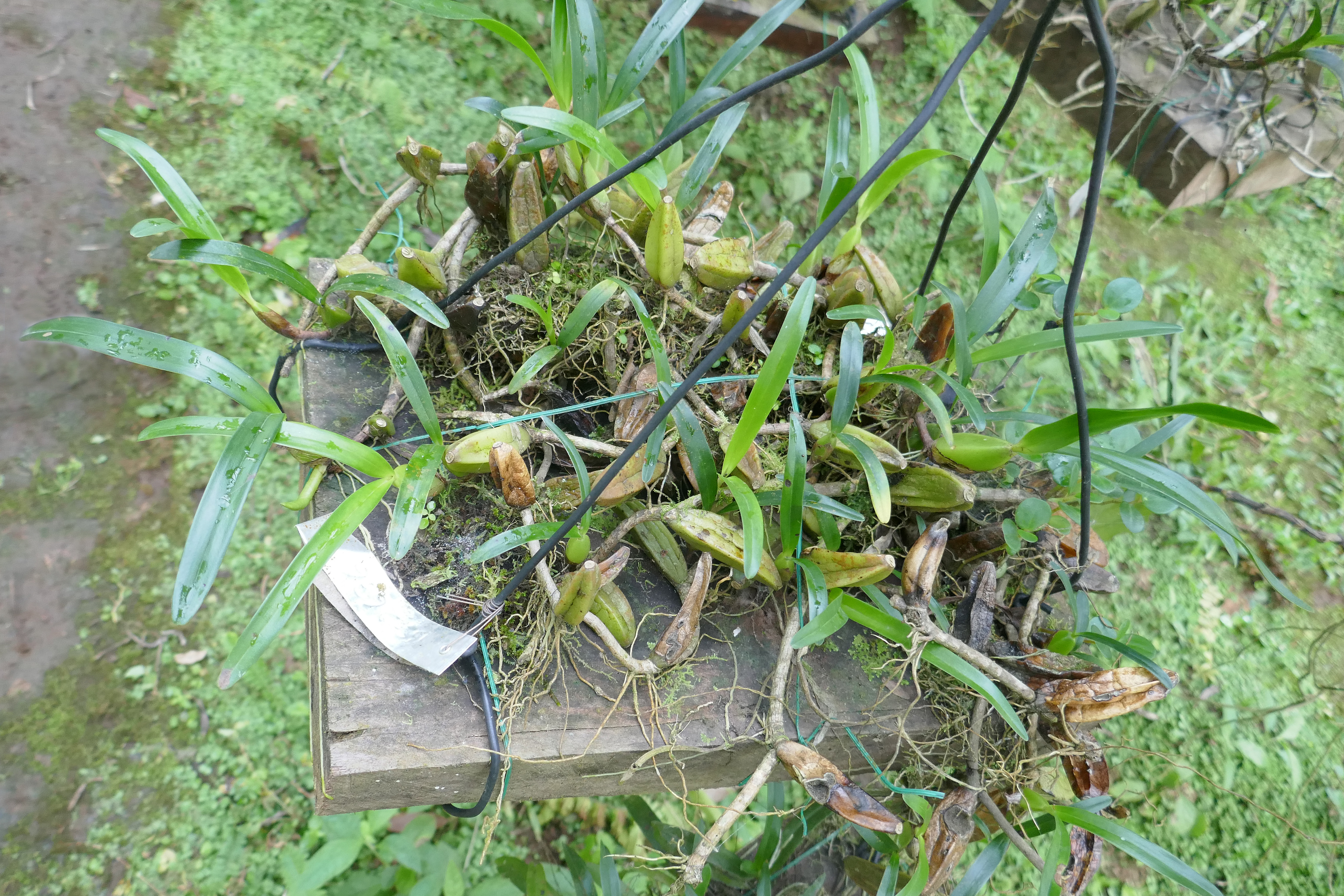
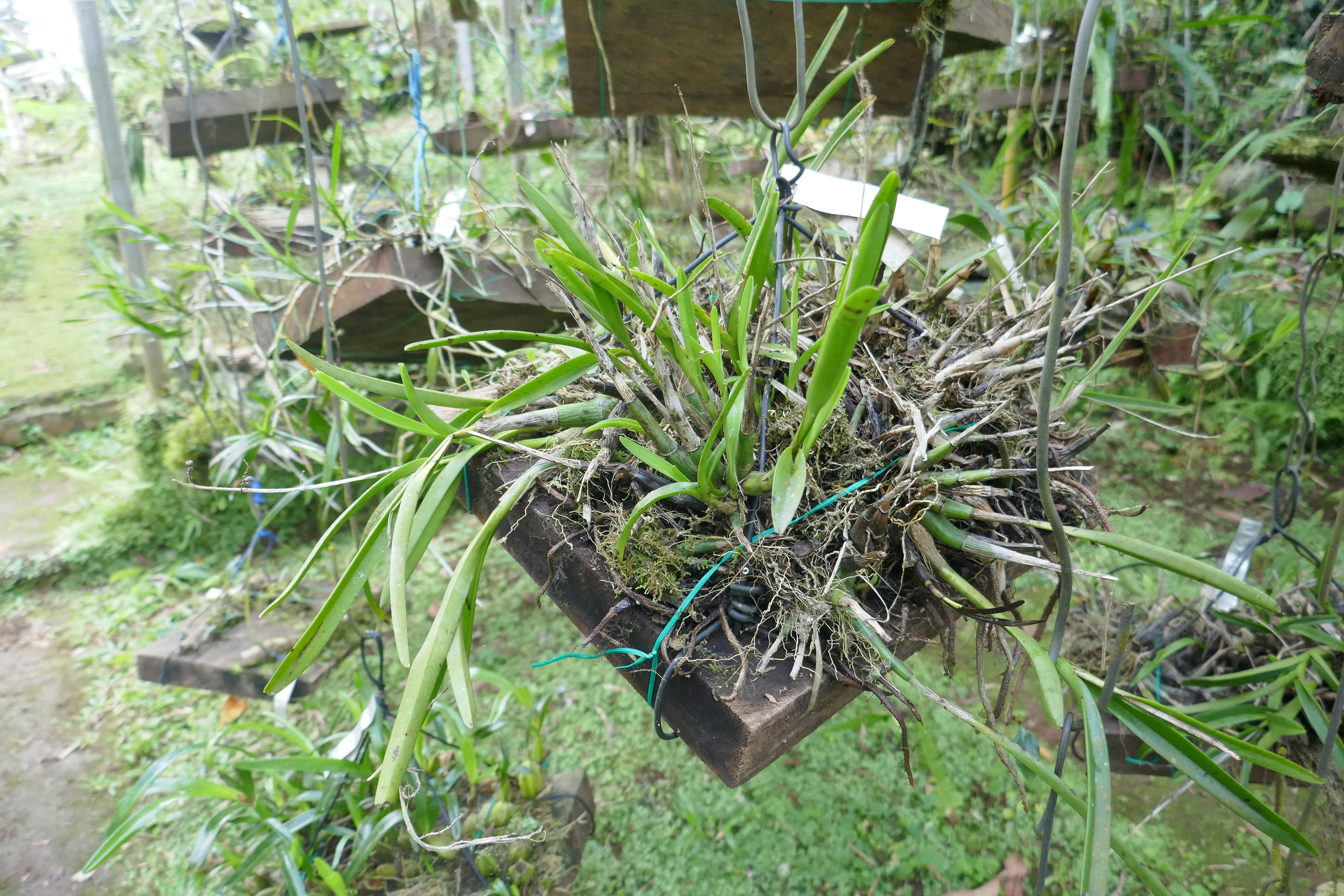